# Socrates Brito
Socrates Orel Brito (né le 6 septembre 1992 à Azua en République dominicaine) est un joueur de champ extérieur des Diamondbacks de l'Arizona de la Ligue majeure de baseball.

## Carrière
Socrates Brito signe son premier contrat professionnel en avril 2010 avec les Diamondbacks de l'Arizona.
Il fait ses débuts dans le baseball majeur comme frappeur suppléant pour les Diamondbacks le 8 septembre 2015 contre les Giants de San Francisco, et réussit son premier coup sûr, aux dépens du lanceur Tim Hudson.